# Ansigtet
Ansigtet er en kortfilm, der er instrueret af Svend Ploug Johansen efter eget manuskript.

## Handling
Hun er ung, smuk og forelsket. Pludselig står en mørk skikkelse foran hende. Dagen er kommet, hvor Døden viser sit sande ansigt.